# La Rasa (Bages)
La Rasa, que en el seu primer tram és denominada la Riera d'Otgers, és un afluent per la dreta de la Riera de Coaner, al Solsonès i al Bages.

## Municipis per on passa
Des del seu naixement, la Rasa passa successivament pels següents termes municipals.
|                                                    | Longitud (en m.) | % del recorregut |
| -------------------------------------------------- | ---------------- | ---------------- |
| Per l'interior del municipi de la Molsosa          | 3.184            | 33,48%           |
| Per l'interior del municipi de Sant Mateu de Bages | 6.327            | 66,52%           |

## Xarxa hidrogràfica
La xarxa hidrogràfica de la Rasa està constituïda per 91 cursos fluvials que sumen una longitud total de 59.674 m.

### Distribució municipal
El conjunt de la xarxa hidrogràfica de la Rasa transcorre pels següents termes municipals:

### Territori PEIN
Una bona part del vessant sud de la conca del torrent de l'interior del teme municipal de Sant Mateu de Bages forma part del PEIN de la Serra de Castelltallat.